# Oenothera domingensis
Oenothera domingensis är en dunörtsväxtart som först beskrevs av Ignatz Urban och Ekman, och fick sitt nu gällande namn av Philip Alexander Munz. Oenothera domingensis ingår i släktet nattljussläktet, och familjen dunörtsväxter. Inga underarter finns listade i Catalogue of Life.